# Körmend Kosárlabda Csapat
Il Körmend K.C. è una società cestistica, avente sede a Körmend, in Ungheria. Fondata nel 1962, gioca nel campionato ungherese.

## Palmarès
- Campionato ungherese: 3

1986-1987, 1995-1996, 2002-2003
- Coppa d'Ungheria: 7

1990, 1993, 1994, 1995, 1997, 1998, 2016
- Alpe Adria Cup: 1

2018-2019